# NGC 1533
NGC 1533 és una galàxia lenticular barrada amb una estructura espiral tènue a la constel·lació de l'Orada. És el setè membre més brillant del grup de l'Orada i primer fora del centre del grup, és envoltat per un vast arc o anell d'H I que és connecta amb IC 2038 i IC 2039. L'anell orbita al voltant 32 kpc del centre.[b]
Utilitzant tant els mètodes de fluctuació de la brillantor superficial (SBF) com de la funció de lluminositat del clúster global (GCLF), la seva distància es va estimar el 2007 entre 19,4 ± 1,1 Mpc i 18,6 ± 2,0 Mpc respectivament. Mitjançant aquests resultats, es dona una distància d'uns 19 milions de parsecs o 62 milions d'anys llum de la terra.[a] El 1970, es va detectar una supernova a NGC 1533.
NGC 1533 va ser descoberta per John Herschel el 5 de desembre de 1834.